# Brassaiopsis quercifolia
Brassaiopsis quercifolia är en araliaväxtart som beskrevs av G.Hoo. Brassaiopsis quercifolia ingår i släktet Brassaiopsis och familjen Araliaceae. Inga underarter finns listade.